# West Conshohocken, Pennsylvania
West Conshohocken là một thị trấn thuộc quận Montgomery, tiểu bang Pennsylvania, Hoa Kỳ. Năm 2010, dân số của thị trấn này là 1320 người.